# Emilio Perea
Emilio Perea (Milano, 25 maggio 1884 – Milano, 1946) è stato un tenore italiano.

## Biografia
Iniziò a studiare ingegneria, ma poi decise di studiare canto, cosa che fece al Conservatorio Giuseppe Verdi di Milano con Nino Cairone. Nel 1904 debuttò al Teatro di Varese in Linda di Chamounix di Gaetano Donizetti. Successivamente cantò a Brescia, e nel 1907 al Teatro Massimo di Palermo e in altri importanti teatri italiani, oltre che al Teatro Real di Madrid e al Teatro Liceu di Barcellona. Dal 1906 al 1907 intraprese una lunga tournée in Messico e Cuba con una compagnia che comprendeva anche Fausta Labia, sorella della prima donna Maria Labia. Nel 1907 sposò Fausta Labia. Dal matrimonio, che si trasformò in divorzio nel 1911, nacque Gianna Perea-Labia divenuta anch'essa una cantante.
Nel 1907 entrò a far parte del Teatro de São Carlos di Lisbona cantando in Zazà di Leoncavallo e nel 1910, al Teatro Municipale di Piacenza, cantò in Faust di Charles Gounod. Durante uno spettacolo, ospite al Teatro San Carlo di Napoli, cantò l'Araquil ne La Navarraise di Jules Massenet e Giorgio in Marcella di Umberto Giordano. Nel 1913 cantò a Rio de Janeiro nel ruolo del titolo di Lohengrin di Wagner e, in quello di Faust nel Mefistofele di Boito. Nel 1914 si esibì al Teatro Costanzi di Roma nel ruolo di Parsifal.
Al Teatro alla Scala di Milano, nel 1916, si esibì dell'oratorio Les Béatitudes di César Franck e cantò, nella stessa stagione, Almaviva ne Il barbiere di Siviglia di Rossini . La sua ultima apparizione teatrale fu nel 1926 nel ruolo di Elvino ne La sonnambula di Vincenzo Bellini al Teatro Carcano di Milano. Realizzò alcune registrazioni discografiche con le etichette G&T (dal 1905), Fonotopia e Columbia.